# Seminara
Seminara és un municipi italià de la Ciutat metropolitana de Reggio de Calàbria, situat 90 km al sud-oest de Catanzaro, 30 km al nord-est de la Reggio de Calàbria. Seminaria limita amb Bagnara Calabra, Gioia Tauro, Melicuccà, Oppido Mamertina, Palmi, Rizziconi, i San Procopio. El 31 d'octubre de 2008 tenia 3125 habitants.
La batalla de Seminara a la guerra d'Itàlia del 1494–1998 va passar molt a prop, el 1495.